# Adamo ed Eva
Adamo ed Eva sono due personaggi biblici. Sono considerati il primo uomo e la prima donna frutto della creazione nell'ebraismo, nel cristianesimo e nell'islam. Secondo le correnti esoteriche dell'ebraismo, nella cabala, Eva è la seconda donna creata partendo da Adamo preceduta da Lilith che in seguito diventerà un demone.

## Antico Testamento

### Libro della Genesi
La storia di Adamo ed Eva è centrale nella convinzione che Dio ha creato gli esseri umani per farli vivere sulla Terra intesa come Paradiso. Questo concetto rappresenta anche il presupposto secondo cui l'umanità è in sostanza una sola famiglia, nel senso che tutti discendono da una singola coppia di antenati originali, inoltre fornisce gran parte della base scritturale per le dottrine sulla caduta dell'uomo e sul peccato originale, credenze molto importanti del cristianesimo ma generalmente non condivise da islam ed ebraismo.
Nel Libro della Genesi della Bibbia ebraica, i capitoli da 1 a 5 presentano due racconti della creazione, con due punti di vista distinti. Nel primo Adamo ed Eva (anche se non si fa riferimento al nome) sono stati creati insieme a immagine di Dio ed è stato dato loro il compito di riprodursi e il dominio su tutto ciò che Dio aveva creato. Nel secondo racconto Dio modella Adamo dalla polvere e lo colloca nel giardino dell'Eden, dove aveva il dominio sulle piante e gli animali. In seguito Dio pone un albero della conoscenza del bene e del male nel giardino e vieta ad Adamo di mangiarne i frutti. Tuttavia, mediante l'inganno di un serpente, Eva mangia una mela dall’albero. Dio maledice solo il serpente e la terra e profeticamente dice alla donna e all'uomo quali saranno le conseguenze del loro peccato di disobbedienza, dopodiché li bandisce dal giardino dell'Eden.
La storia è stata interamente elaborata nelle successive tradizioni abramitiche ed è stata ampiamente analizzata dagli studiosi. Le interpretazioni e le credenze riguardo ad Adamo ed Eva, così come la loro storia, variano nelle diverse religioni.

### Altri testi biblici

#### Libri protocanonici
Scarse sono le menzioni di Adamo ed Eva negli altri libri protocanonici della Bibbia ebraica (testo masoretico): in essi, Adamo è menzionato solo nella genealogia iniziale del primo libro delle Cronache.
Nel cosiddetto "Lamento sul Re di Tiro", contenuta nel Libro di Ezechiele, il profeta allude chiaramente al terzo capitolo della Genesi, ma Adamo non è menzionato e la trasgressione è identificata con i "commerci", che, nel crescere, hanno "riempito di violenza" il principe di Tiro e non al mangiare un frutto proibito.
Un'altra possibile menzione di Adamo (chiamato "il primo uomo") è contenuta forse nel Libro di Giobbe.

#### Libri deuterocanonici
A differenza del testo masoretico, nei libri deuterocanonici (contenuti nel testo della Septuaginta) abbondano i riferimenti alla storia della creazione.
Nel Libro di Tobia essi sono entrambi menzionati come origine dell'umanità e presentati come modello di vita coniugale, mentre nel Libro del Siracide Adamo è menzionato tra gli uomini illustri dell'antichità ed Eva è accusata di essere responsabile del peccato originale.
Il Libro della Sapienza, pur non menzionando direttamente Adamo, menziona "il primo essere, plasmato di creta" e "il padre del mondo" e afferma che Dio creò l'uomo a propria immagine e somiglianza, sebbene poi esso sia stato corrotto dal diavolo.

#### Testi apocrifi
Ancora più numerosi sono i riferimenti ad Adamo ed Eva negli apocrifi dell'Antico Testamento. Nel Secondo Libro di Enoch Eva è attaccata in quanto responsabile del peccato originale, accusa presente anche nell'Apocalisse di Mosè e nell'Apocalisse di Esdra. Diverso è il caso della Vita di Adamo ed Eva, dove invece la nascita del peccato viene fatta ricadere su entrambi i progenitori.
Nei manoscritti del Mar Morto, nella Geniza del Cairo e altre opere del giudaismo rabbinico successivo, Adamo è spesso esaltato, in quanto creazione a immagine e somiglianza di Dio.

## Prima e seconda Eva
I Padri della Chiesa insistettero sul paragone tra Cristo e Adamo e Maria ed Eva. Come Eva era vergine quando cedette alla tentazione del serpente, così Maria era vergine quando pronunciò il sì all'angelo dell'Annunciazione. Se Eva si macchiò per prima del peccato originale, Maria ne fu preservata nell'Immacolata Concezione. Se in conseguenza del peccato originale, la specie umana subì dolore, lavoro, sofferenza, fatica, morte e la schiavitù del peccato, questi mali fisici e morali furono definitivamente sconfitti e superati da Gesù Cristo a seguito dell'Incarnazione nel grembo di Maria Vergine.

## Albero genealogico
Da Adamo ed Eva a Noè
|       |       |       |       |       |       |  |  |       |       |       |       |            |            |            |            | Adamo      | Adamo      | Adamo      | Adamo      | Adamo      | Adamo      |       |       | Eva    | Eva    | Eva    | Eva    | Eva    | Eva    |     |     |             |             |             |             |             |             |     |     |                |                |                |                |                |                |        |        |        |        |       |       |       |       |       |       |  |  |  |  |  |  |  |  |  |  |  |  |  |  |
|       |       |       |       |       |       |  |  |       |       |       |       |            |            |            |            | Adamo      | Adamo      | Adamo      | Adamo      | Adamo      | Adamo      |       |       | Eva    | Eva    | Eva    | Eva    | Eva    | Eva    |     |     |             |             |             |             |             |             |     |     |                |                |                |                |                |                |        |        |        |        |       |       |       |       |       |       |  |  |  |  |  |  |  |  |  |  |  |  |  |  |
|       |       |       |       |       |       |  |  |       |       |       |       |            |            |            |            |            |            |            |            |            |            |       |       |        |        |        |        |        |        |     |     |             |             |             |             |             |             |     |     |                |                |                |                |                |                |        |        |        |        |       |       |       |       |       |       |  |  |  |  |  |  |  |  |  |  |  |  |  |  |
|       |       |       |       |       |       |  |  |       |       |       |       |            |            |            |            |            |            |            |            |            |            |       |       |        |        |        |        |        |        |     |     |             |             |             |             |             |             |     |     |                |                |                |                |                |                |        |        |        |        |       |       |       |       |       |       |  |  |  |  |  |  |  |  |  |  |  |  |  |  |
|       |       |       |       |       |       |  |  |       |       |       |       | Caino      | Caino      | Caino      | Caino      | Caino      | Caino      |            |            |            |            | Abele | Abele | Abele  | Abele  | Abele  | Abele  |        |        |     |     | Set         | Set         | Set         | Set         | Set         | Set         |     |     |                |                |                |                |                |                |        |        |        |        |       |       |       |       |       |       |  |  |  |  |  |  |  |  |  |  |  |  |  |  |
|       |       |       |       |       |       |  |  |       |       |       |       | Caino      | Caino      | Caino      | Caino      | Caino      | Caino      |            |            |            |            | Abele | Abele | Abele  | Abele  | Abele  | Abele  |        |        |     |     | Set         | Set         | Set         | Set         | Set         | Set         |     |     |                |                |                |                |                |                |        |        |        |        |       |       |       |       |       |       |  |  |  |  |  |  |  |  |  |  |  |  |  |  |
|       |       |       |       |       |       |  |  |       |       |       |       | Enoch      | Enoch      | Enoch      | Enoch      | Enoch      | Enoch      |            |            |            |            |       |       |        |        |        |        |        |        |     |     | Enosh       | Enosh       | Enosh       | Enosh       | Enosh       | Enosh       |     |     |                |                |                |                |                |                |        |        |        |        |       |       |       |       |       |       |  |  |  |  |  |  |  |  |  |  |  |  |  |  |
|       |       |       |       |       |       |  |  |       |       |       |       | Enoch      | Enoch      | Enoch      | Enoch      | Enoch      | Enoch      |            |            |            |            |       |       |        |        |        |        |        |        |     |     | Enosh       | Enosh       | Enosh       | Enosh       | Enosh       | Enosh       |     |     |                |                |                |                |                |                |        |        |        |        |       |       |       |       |       |       |  |  |  |  |  |  |  |  |  |  |  |  |  |  |
|       |       |       |       |       |       |  |  |       |       |       |       | Irad       | Irad       | Irad       | Irad       | Irad       | Irad       |            |            |            |            |       |       |        |        |        |        |        |        |     |     | Kenan       | Kenan       | Kenan       | Kenan       | Kenan       | Kenan       |     |     |                |                |                |                |                |                |        |        |        |        |       |       |       |       |       |       |  |  |  |  |  |  |  |  |  |  |  |  |  |  |
|       |       |       |       |       |       |  |  |       |       |       |       | Irad       | Irad       | Irad       | Irad       | Irad       | Irad       |            |            |            |            |       |       |        |        |        |        |        |        |     |     | Kenan       | Kenan       | Kenan       | Kenan       | Kenan       | Kenan       |     |     |                |                |                |                |                |                |        |        |        |        |       |       |       |       |       |       |  |  |  |  |  |  |  |  |  |  |  |  |  |  |
|       |       |       |       |       |       |  |  |       |       |       |       | Mehujael   | Mehujael   | Mehujael   | Mehujael   | Mehujael   | Mehujael   |            |            |            |            |       |       |        |        |        |        |        |        |     |     | Mahalaleel  | Mahalaleel  | Mahalaleel  | Mahalaleel  | Mahalaleel  | Mahalaleel  |     |     |                |                |                |                |                |                |        |        |        |        |       |       |       |       |       |       |  |  |  |  |  |  |  |  |  |  |  |  |  |  |
|       |       |       |       |       |       |  |  |       |       |       |       | Mehujael   | Mehujael   | Mehujael   | Mehujael   | Mehujael   | Mehujael   |            |            |            |            |       |       |        |        |        |        |        |        |     |     | Mahalaleel  | Mahalaleel  | Mahalaleel  | Mahalaleel  | Mahalaleel  | Mahalaleel  |     |     |                |                |                |                |                |                |        |        |        |        |       |       |       |       |       |       |  |  |  |  |  |  |  |  |  |  |  |  |  |  |
|       |       |       |       |       |       |  |  |       |       |       |       | Methushael | Methushael | Methushael | Methushael | Methushael | Methushael |            |            |            |            |       |       |        |        |        |        |        |        |     |     | Jared       | Jared       | Jared       | Jared       | Jared       | Jared       |     |     |                |                |                |                |                |                |        |        |        |        |       |       |       |       |       |       |  |  |  |  |  |  |  |  |  |  |  |  |  |  |
|       |       |       |       |       |       |  |  |       |       |       |       | Methushael | Methushael | Methushael | Methushael | Methushael | Methushael |            |            |            |            |       |       |        |        |        |        |        |        |     |     | Jared       | Jared       | Jared       | Jared       | Jared       | Jared       |     |     |                |                |                |                |                |                |        |        |        |        |       |       |       |       |       |       |  |  |  |  |  |  |  |  |  |  |  |  |  |  |
| Adah  | Adah  | Adah  | Adah  | Adah  | Adah  |  |  |       |       |       |       | Lamech     | Lamech     | Lamech     | Lamech     | Lamech     | Lamech     |            |            |            |            |       |       | Zillah | Zillah | Zillah | Zillah | Zillah | Zillah |     |     | Enoch       | Enoch       | Enoch       | Enoch       | Enoch       | Enoch       |     |     |                |                |                |                |                |                |        |        |        |        |       |       |       |       |       |       |  |  |  |  |  |  |  |  |  |  |  |  |  |  |
| Adah  | Adah  | Adah  | Adah  | Adah  | Adah  |  |  |       |       |       |       | Lamech     | Lamech     | Lamech     | Lamech     | Lamech     | Lamech     |            |            |            |            |       |       | Zillah | Zillah | Zillah | Zillah | Zillah | Zillah |     |     | Enoch       | Enoch       | Enoch       | Enoch       | Enoch       | Enoch       |     |     |                |                |                |                |                |                |        |        |        |        |       |       |       |       |       |       |  |  |  |  |  |  |  |  |  |  |  |  |  |  |
|       |       |       |       |       |       |  |  |       |       |       |       |            |            |            |            |            |            |            |            |            |            |       |       |        |        |        |        |        |        |     |     |             |             |             |             |             |             |     |     |                |                |                |                |                |                |        |        |        |        |       |       |       |       |       |       |  |  |  |  |  |  |  |  |  |  |  |  |  |  |
|       |       |       |       |       |       |  |  |       |       |       |       |            |            |            |            |            |            |            |            |            |            |       |       |        |        |        |        |        |        |     |     |             |             |             |             |             |             |     |     |                |                |                |                |                |                |        |        |        |        |       |       |       |       |       |       |  |  |  |  |  |  |  |  |  |  |  |  |  |  |
| Jabal | Jabal | Jabal | Jabal | Jabal | Jabal |  |  | Jubal | Jubal | Jubal | Jubal | Jubal      | Jubal      |            |            | Tubal-cain | Tubal-cain | Tubal-cain | Tubal-cain | Tubal-cain | Tubal-cain |       |       | Naamah | Naamah | Naamah | Naamah | Naamah | Naamah |     |     | Matusalemme | Matusalemme | Matusalemme | Matusalemme | Matusalemme | Matusalemme |     |     |                |                |                |                |                |                |        |        |        |        |       |       |       |       |       |       |  |  |  |  |  |  |  |  |  |  |  |  |  |  |
| Jabal | Jabal | Jabal | Jabal | Jabal | Jabal |  |  | Jubal | Jubal | Jubal | Jubal | Jubal      | Jubal      |            |            | Tubal-cain | Tubal-cain | Tubal-cain | Tubal-cain | Tubal-cain | Tubal-cain |       |       | Naamah | Naamah | Naamah | Naamah | Naamah | Naamah |     |     | Matusalemme | Matusalemme | Matusalemme | Matusalemme | Matusalemme | Matusalemme |     |     |                |                |                |                |                |                |        |        |        |        |       |       |       |       |       |       |  |  |  |  |  |  |  |  |  |  |  |  |  |  |
|       |       |       |       |       |       |  |  |       |       |       |       |            |            |            |            |            |            |            |            |            |            |       |       |        |        |        |        |        |        |     |     | Lamech      | Lamech      | Lamech      | Lamech      | Lamech      | Lamech      |     |     | Ashmua/Betenos | Ashmua/Betenos | Ashmua/Betenos | Ashmua/Betenos | Ashmua/Betenos | Ashmua/Betenos |        |        |        |        |       |       |       |       |       |       |  |  |  |  |  |  |  |  |  |  |  |  |  |  |
|       |       |       |       |       |       |  |  |       |       |       |       |            |            |            |            |            |            |            |            |            |            |       |       |        |        |        |        |        |        |     |     | Lamech      | Lamech      | Lamech      | Lamech      | Lamech      | Lamech      |     |     | Ashmua/Betenos | Ashmua/Betenos | Ashmua/Betenos | Ashmua/Betenos | Ashmua/Betenos | Ashmua/Betenos |        |        |        |        |       |       |       |       |       |       |  |  |  |  |  |  |  |  |  |  |  |  |  |  |
|       |       |       |       |       |       |  |  |       |       |       |       |            |            |            |            |            |            |            |            |            |            |       |       |        |        |        |        |        |        |     |     |             |             |             |             |             |             |     |     |                |                |                |                |                |                |        |        |        |        |       |       |       |       |       |       |  |  |  |  |  |  |  |  |  |  |  |  |  |  |
|       |       |       |       |       |       |  |  |       |       |       |       |            |            |            |            |            |            |            |            |            |            |       |       |        |        |        |        |        |        |     |     |             |             |             |             | Noè         | Noè         | Noè | Noè | Noè            | Noè            |                |                | Naamah         | Naamah         | Naamah | Naamah | Naamah | Naamah |       |       |       |       |       |       |  |  |  |  |  |  |  |  |  |  |  |  |  |  |
|       |       |       |       |       |       |  |  |       |       |       |       |            |            |            |            |            |            |            |            |            |            |       |       |        |        |        |        |        |        |     |     |             |             |             |             | Noè         | Noè         | Noè | Noè | Noè            | Noè            |                |                | Naamah         | Naamah         | Naamah | Naamah | Naamah | Naamah |       |       |       |       |       |       |  |  |  |  |  |  |  |  |  |  |  |  |  |  |
|       |       |       |       |       |       |  |  |       |       |       |       |            |            |            |            |            |            |            |            |            |            |       |       |        |        |        |        |        |        |     |     |             |             |             |             |             |             |     |     |                |                |                |                |                |                |        |        |        |        |       |       |       |       |       |       |  |  |  |  |  |  |  |  |  |  |  |  |  |  |
|       |       |       |       |       |       |  |  |       |       |       |       |            |            |            |            |            |            |            |            |            |            |       |       |        |        |        |        |        |        |     |     |             |             |             |             |             |             |     |     |                |                |                |                |                |                |        |        |        |        |       |       |       |       |       |       |  |  |  |  |  |  |  |  |  |  |  |  |  |  |
|       |       |       |       |       |       |  |  |       |       |       |       |            |            |            |            |            |            |            |            |            |            |       |       |        |        |        |        |        |        | Sem | Sem | Sem         | Sem         | Sem         | Sem         |             |             |     |     | Cam            | Cam            | Cam            | Cam            | Cam            | Cam            |        |        |        |        | Jafet | Jafet | Jafet | Jafet | Jafet | Jafet |  |  |  |  |  |  |  |  |  |  |  |  |  |  |

## Adamo ed Eva nell'arte e nella letteratura
Entrambe le figure sono state usate come tema di arte del Rinascimento per raffigurare nudi maschili e femminili. Successivamente i nudi sono stati contestati e si è aggiunta una foglia di fico sulle opere per coprirne i genitali, soprattutto sulle sculture. Dato che Adamo ed Eva sentirono il bisogno di coprirsi con foglie di fico subito dopo aver mangiato il frutto proibito (Gen 3,7), in alcune tradizioni ebraiche si afferma che l'albero della conoscenza fosse proprio un fico, ma ciò non è affermato nel testo biblico.
Il modo con cui Adamo ed Eva sono stati storicamente raffigurati presenta alcuni contraddizioni e alcuni dilemmi. Il primo tra tutti è se debbano essere raffigurati o meno con l'ombelico. Dal momento che non erano frutto di un concepimento materno, Adamo ed Eva non sarebbero mai stati collegati ad alcun cordone ombelicale e quindi non avrebbero dovuto avere l'ombelico. Su questo dilemma si basa la teoria dell'Omphalos formulata da Philip Henry Gosse. Secondo questa teoria Dio creò il mondo con indizi di un passato non vissuto come appunto l'ombelico degli uomini o i cerchi dei tronchi degli alberi. Riguardo alle pitture che raffigurano Adamo ed Eva senza ombelico si parlava di figure non naturali e quindi alcuni artisti oscuravano la parte del corpo dove doveva o non doveva esserci l'ombelico o a volte la facevano coprire con una mano dagli stessi personaggi. Secondo i creazionisti Adamo ed Eva non avevano l'ombelico.
Il Paradiso perduto di John Milton è un importante poema epico scritto in blank verse che esplora la storia di Adamo ed Eva nei minimi dettagli.

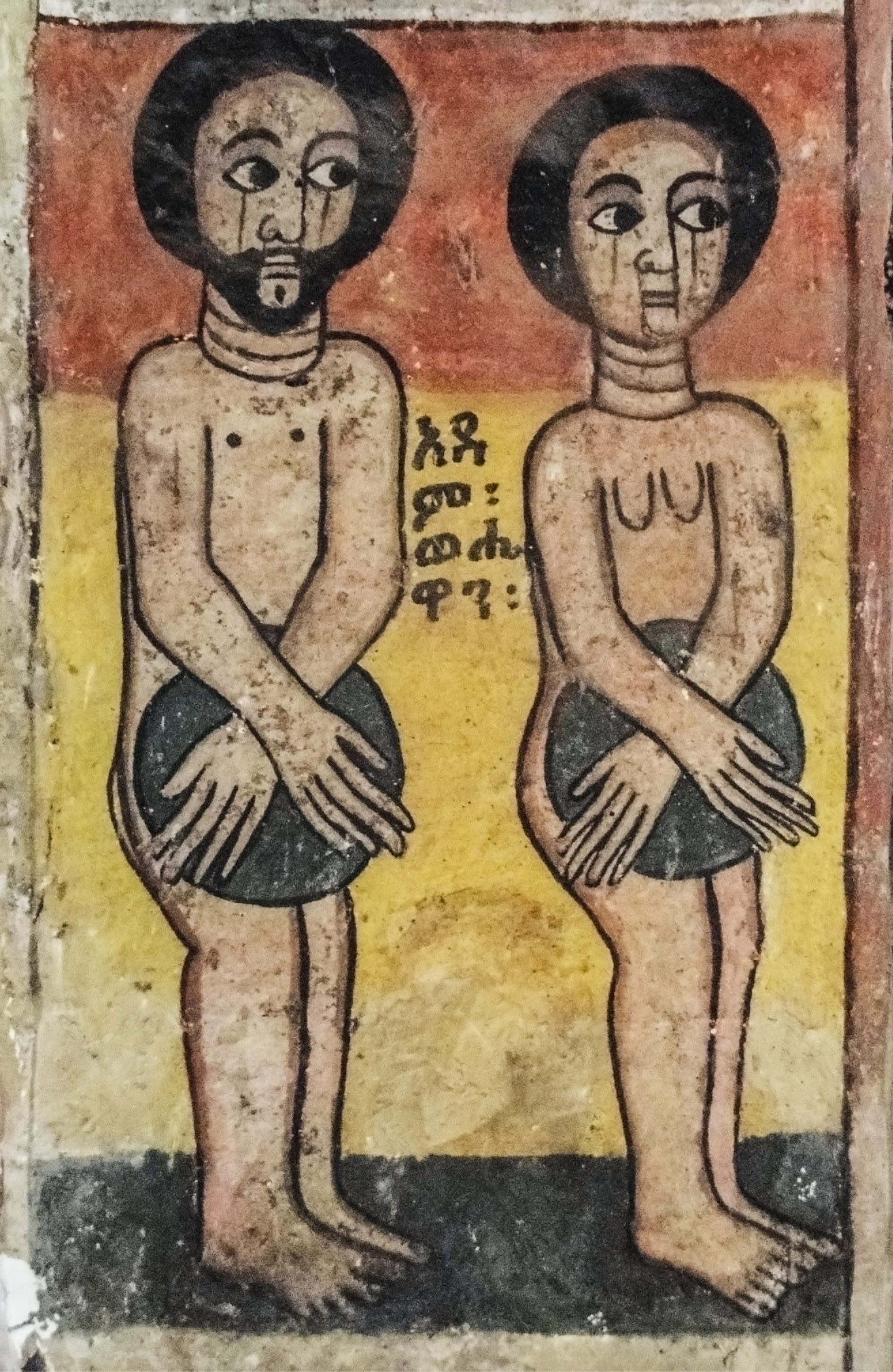
Adamo ed Eva raffigurati in un murale di una chiesa etiope
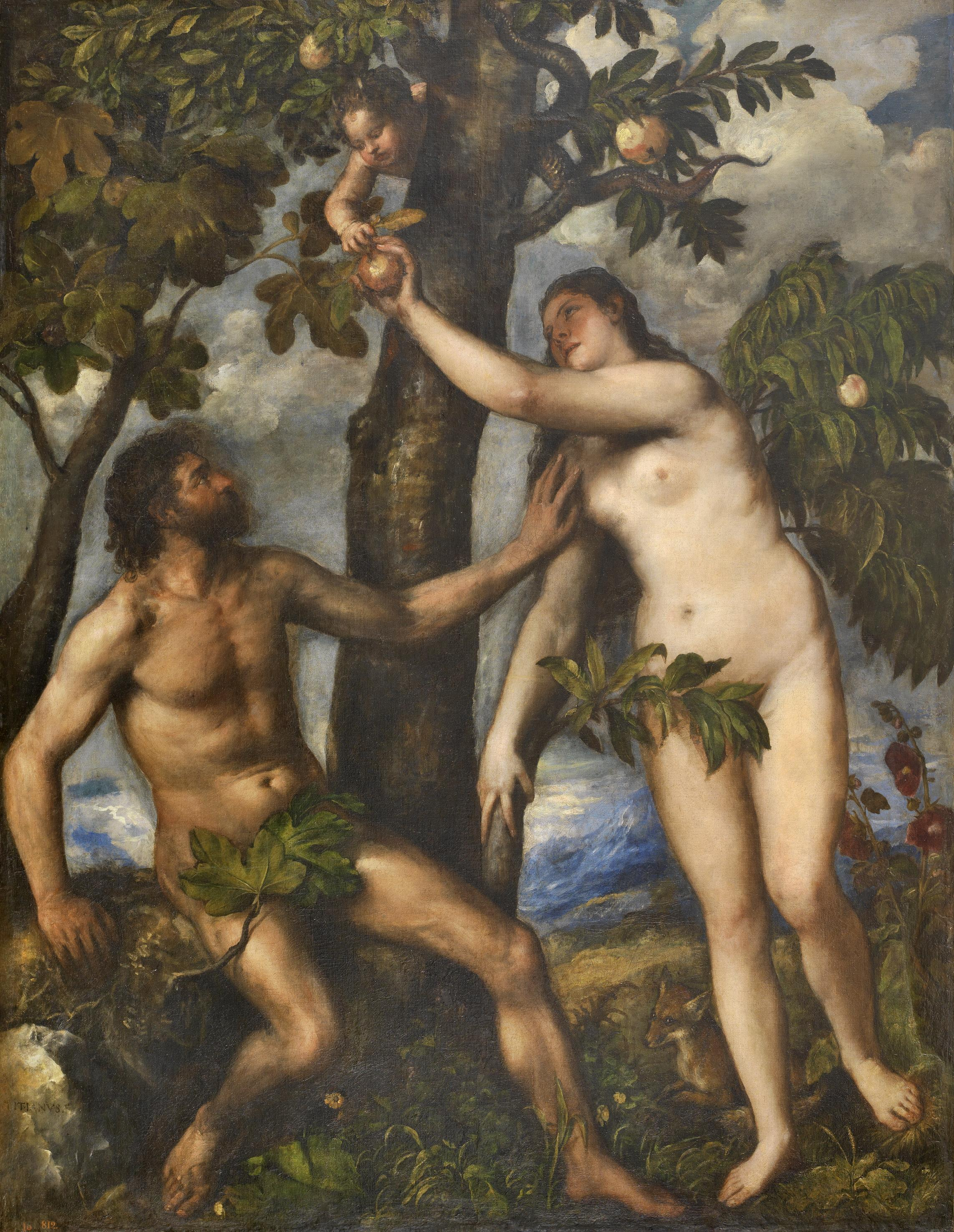
Adamo ed Eva di  Tiziano
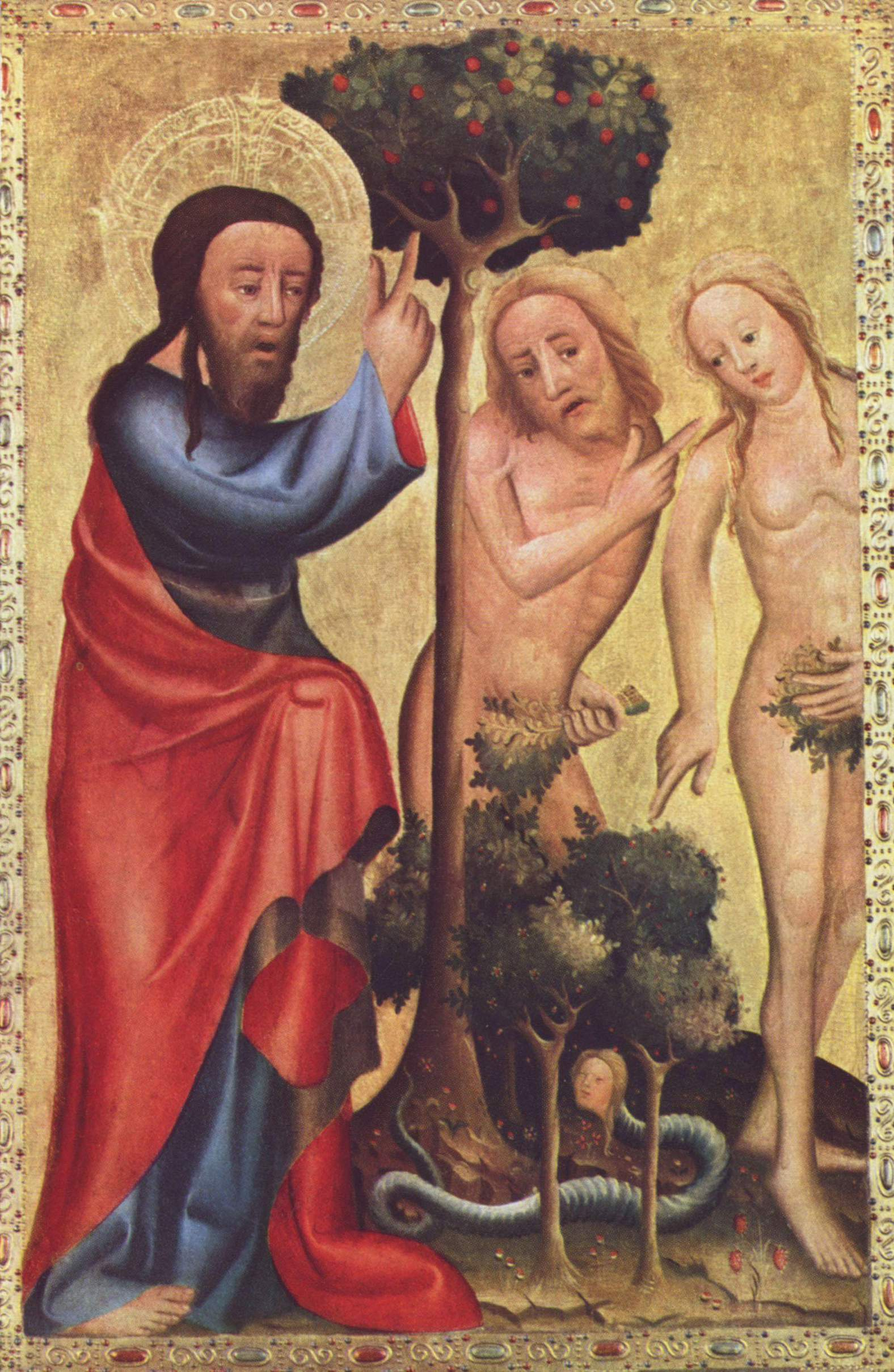
Rappresentazione della caduta del Maestro Bertram
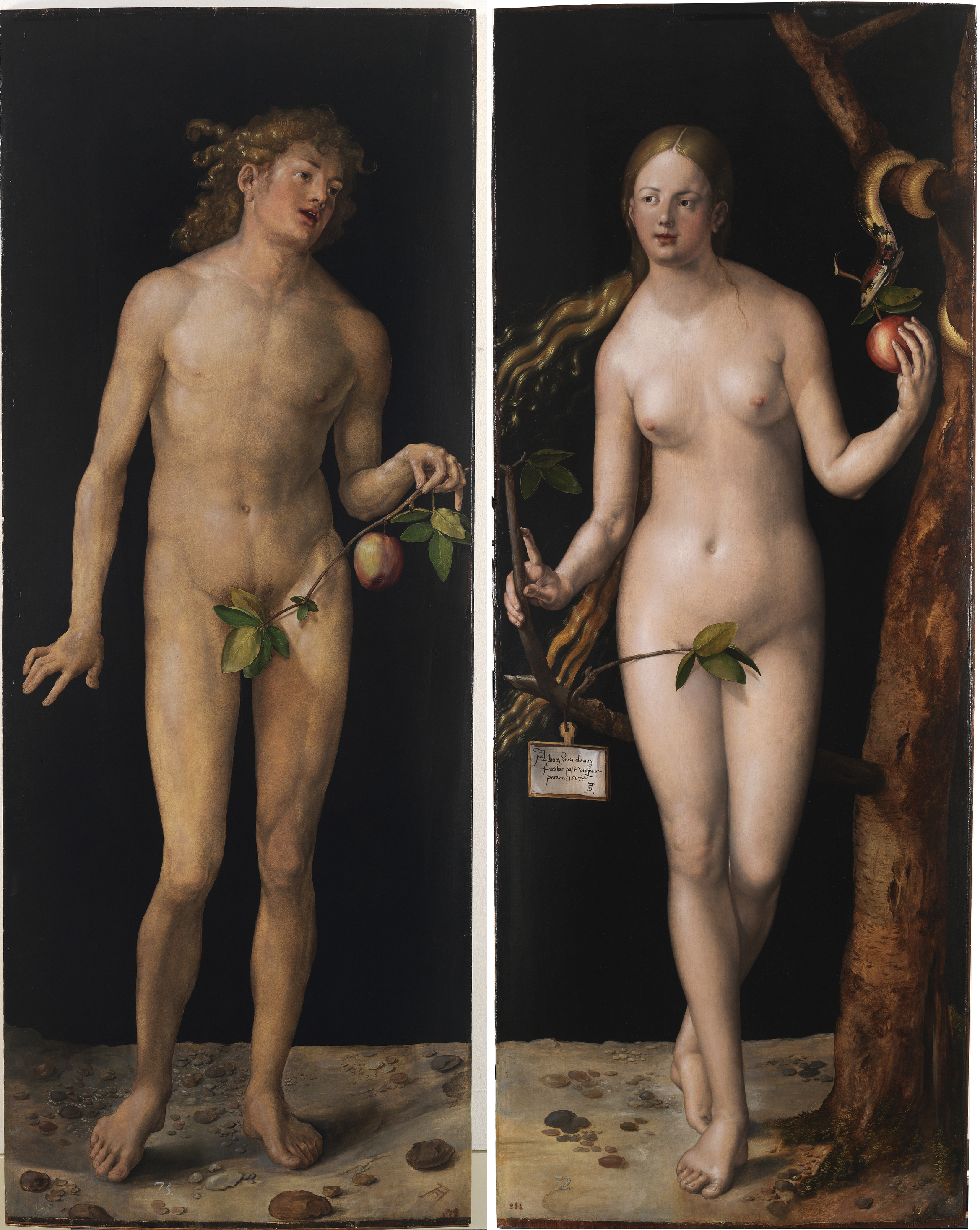
Adam and Eve di Albrecht Dürer
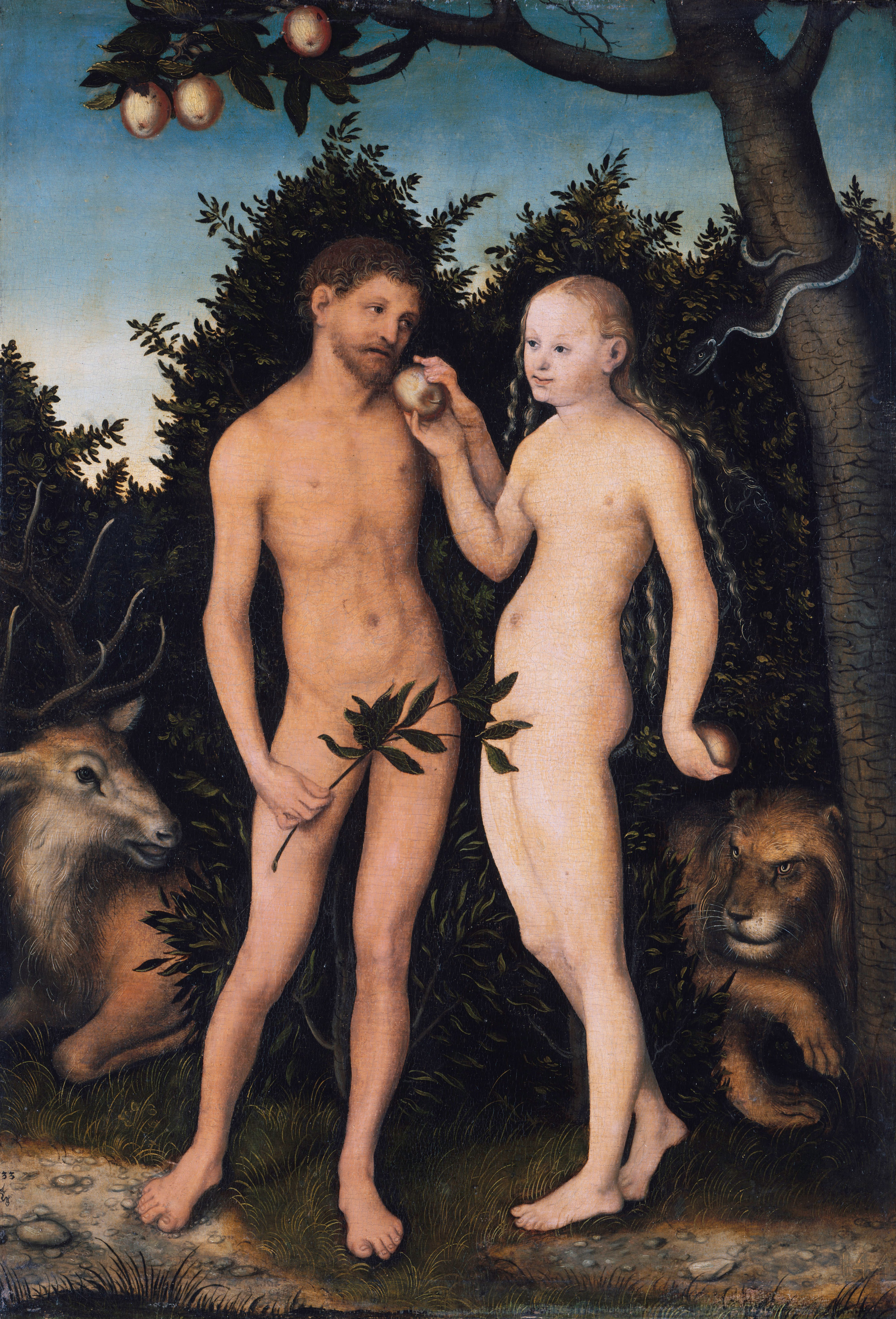
Eva cede ad Adamo il frutto proibito, di Lucas Cranach il Vecchio
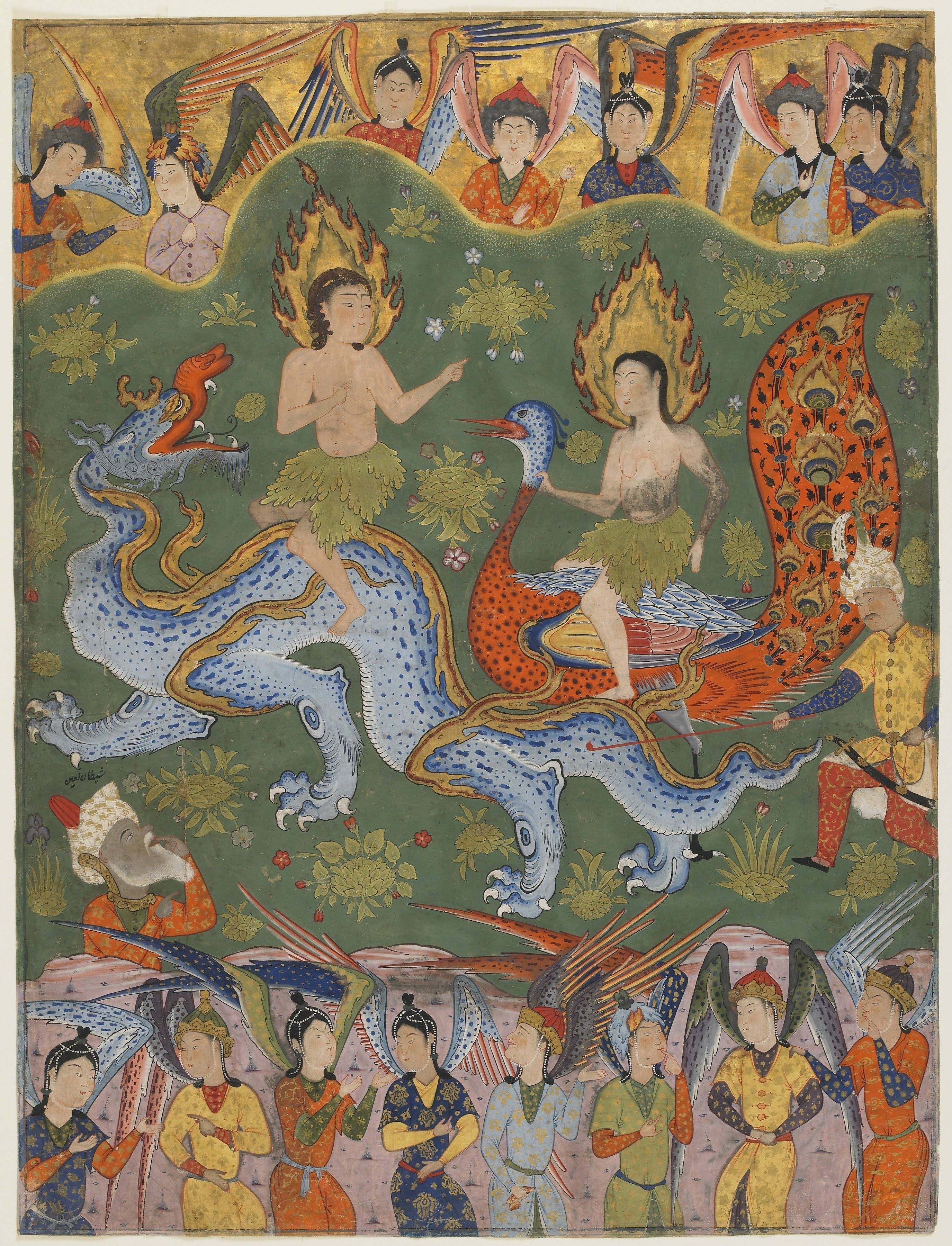
Adamo ed Eva in una copia del Falnama, attribuito a Ja´far al-Sadiq, ca. 1550, Safavidi, Iran
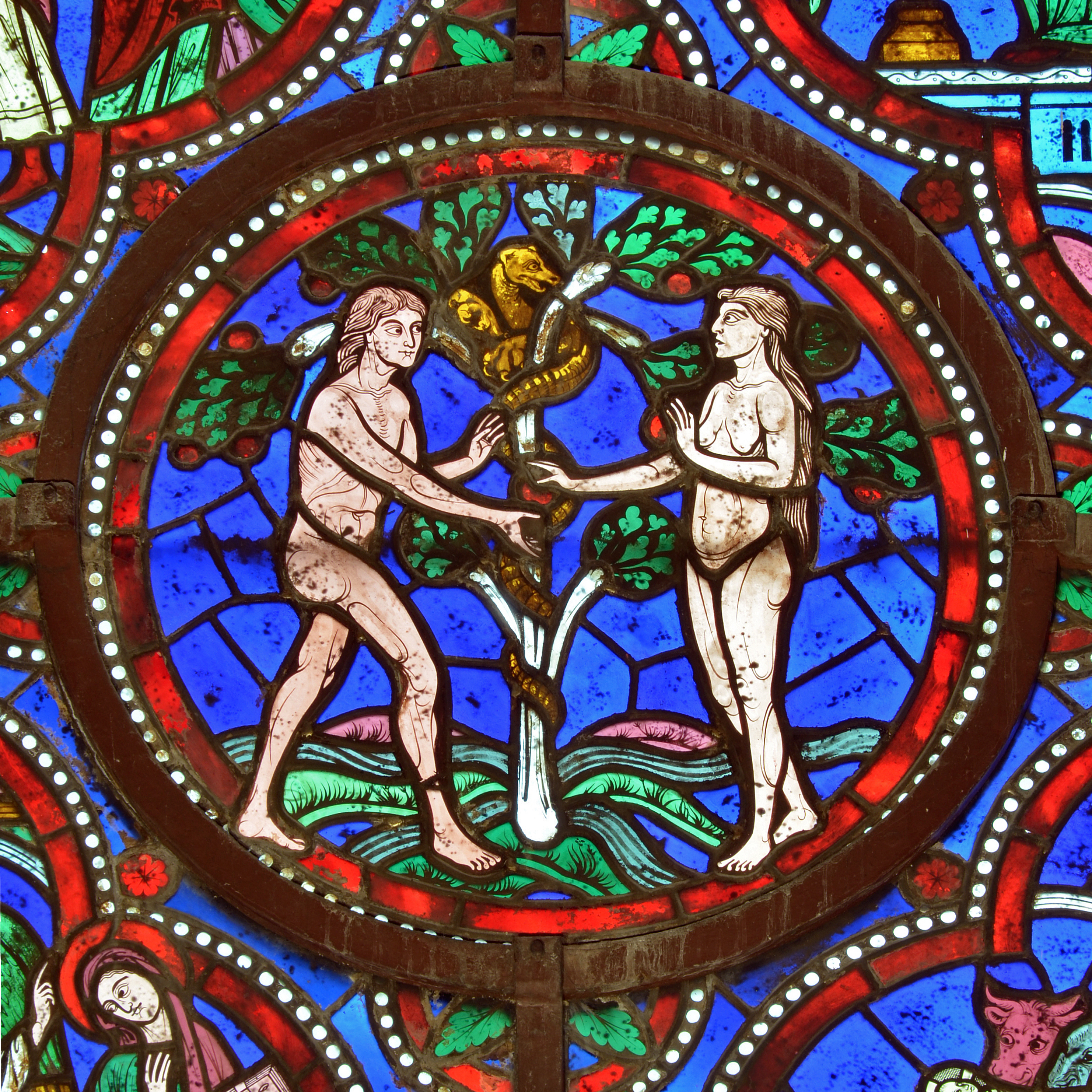
Particolare di una finestra di vetro colorato (XII secolo) nella Cattedrale di San Giuliano a Le Mans (Francia)
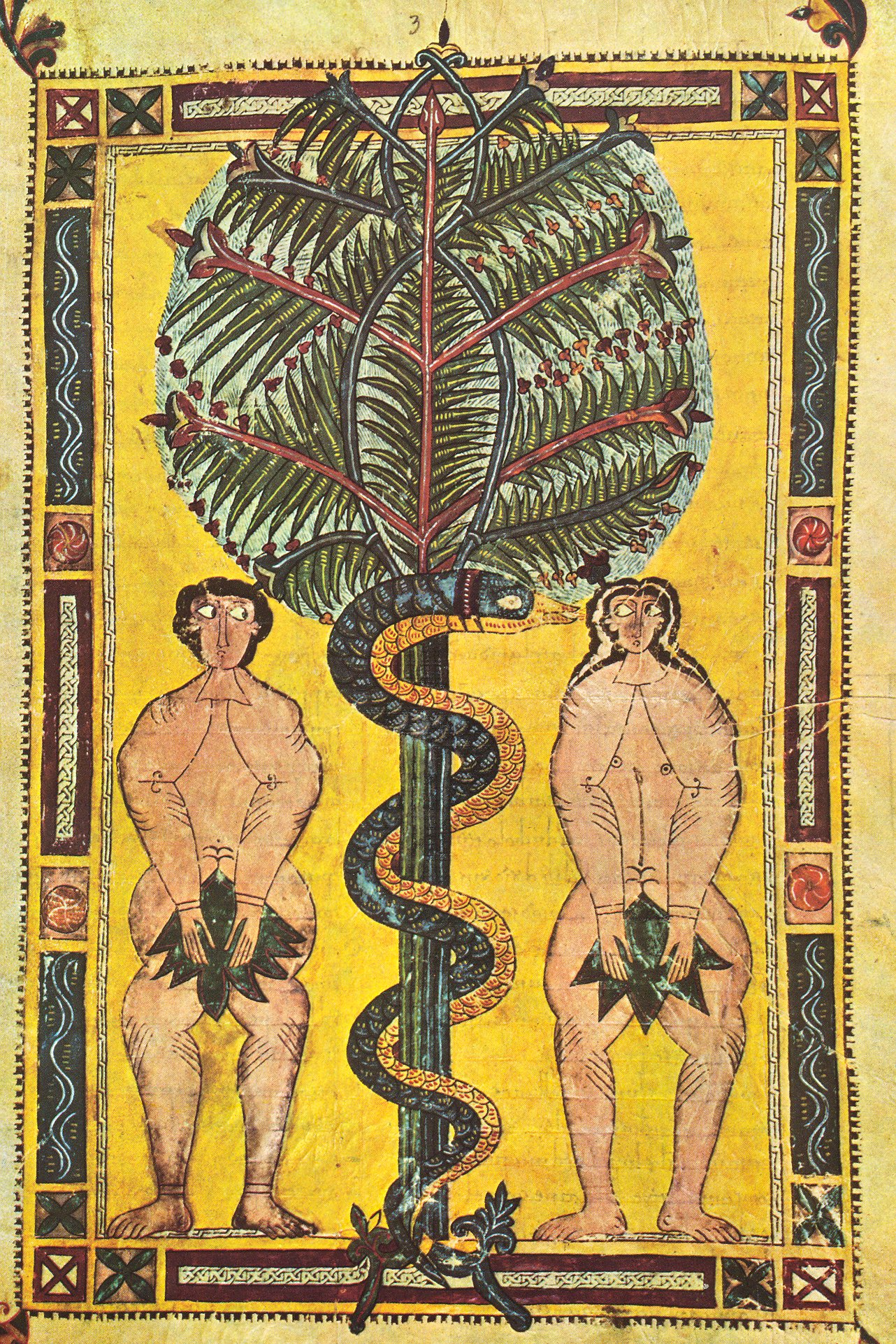
Adamo ed Eva, manoscritto miniato del 950 circa
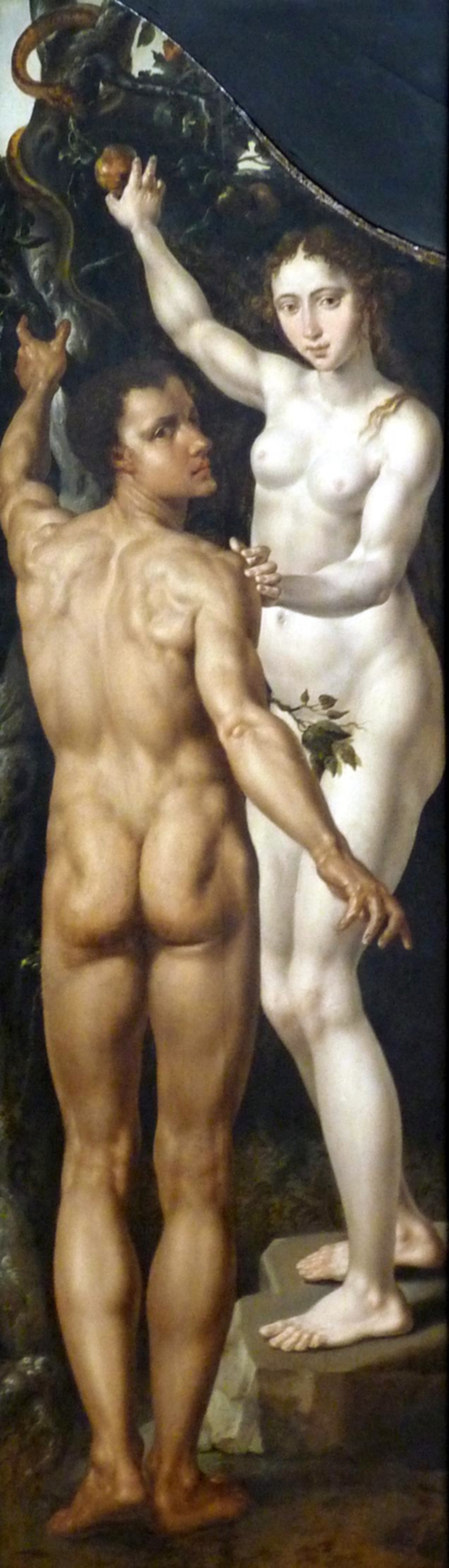
Adamo ed Eva di Maarten van Heemskerck
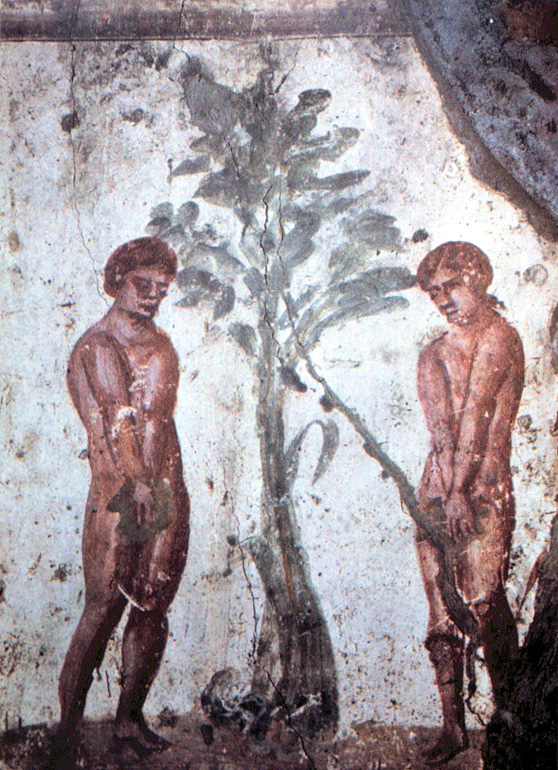
Prime rappresentazioni cristiane di Adamo ed Eva nelle catacombe dei Santi Marcellino e Pietro